# Stávka v Sarajevu (1990)

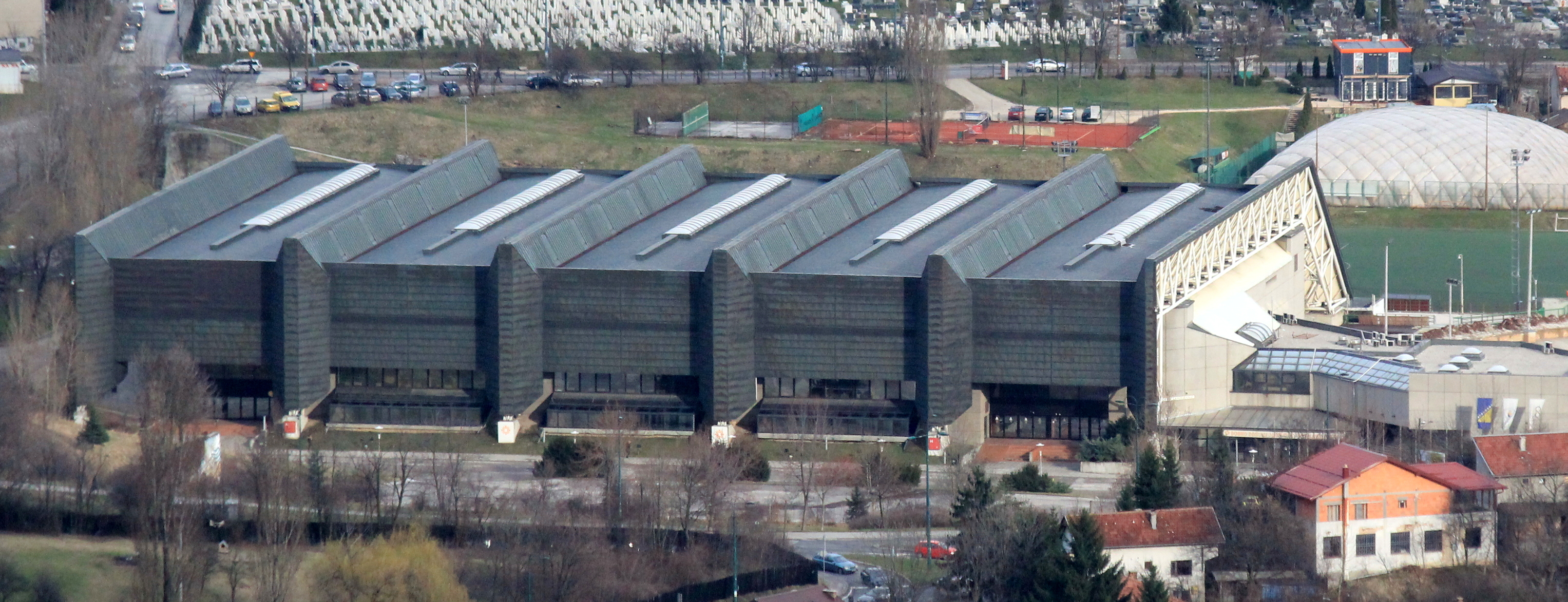
Hala Zetra, kde docházelo k protestním setkáním.

Masová stávka v roce 1990 byla jedné z řady stávek v hlavním městě Bosny a Hercegoviny, Sarajevu. Uskutečnila se v létě uvedeného roku. Důvodem byla stále klesající hodnota jugoslávského dináru, která se projevovala klesající kupní silou pracujících a rostoucími životními náklady. Protestující byli horníci z okolních bosenských měst, kteří požadovali výplatu mzdy v čas (kvůli krizi likvidity docházelo k zpožďování výplat mezd) a navýšení o 100 %. Organizovali setkání ve sportovní hale Zetra. Přislíbeno jim bylo 40% zvýšení mezd. Stávce se připojovali i dělníci z různých továren. Vše se dělo v atmosféře, kdy jednotlivé státní podniky krachovaly. Stávky byly častým společenským tématem a parodoval je i televizní pořad Top lista nadrealista.